# 石坂友太郎
石坂 友太郎（いしざか ともたろう、1873年（明治6年）1月6日 - 1963年（昭和38年）4月29日）は、日本の医学者、九州帝国大学医学部教授。九州帝国大学名誉教授。ヘビ毒の研究で知られ、特にハブ毒の薬理学的研究については、1963年の時点で石坂以外には研究例がなかったと報告されている。

## 経歴
教育者であり政治家だった石坂専之介の長男として加賀国（現・石川県）で生まれる。
1891年9月、第四高等中学校予科に入学し、1894年7月に卒業すると、第一高等学校独逸専修科に進む。1897年7月に一高を卒業して東京帝国大学医科大学に入学した。
1901年12月に東京帝国大学医科大学を卒業した。卒業直後の1902年1月、薬物学教室の高橋順太郎教授のもとで助手として採用され、同2月に大学院に進んだ。1903年4月に、東京帝国大学医科大学助教授に任じられる。
1905年8月より薬物学研究のため、3年間ドイツに留学した。1908年1月に帰国して、京都帝国大学福岡医科大学（1911年に九州帝国大学医科大学となる）薬理学教室の第2代教授に就任した。1933年に九州帝国大学を退官した。

## 家族・親族
- 父：石坂専之介　衆議院議員、富山県会議長
- 弟・ 石坂伸吉（金沢医科大学長）

- 妻・居賀  高橋順太郎（東京帝国大学医科大学教授）の長女
- 長男：石坂正雄
- 長女・愛
- 次女・郁
- 三女・京
- 次男・石坂道雄

## 主な論文
- 漢薬苦参の成分「マトリン」の生理的作用に就いて
- 「 スパルティン」中毒の死亡に就いて（武藤喜一郎共著）
- 「ウスニン」酸:の薬物的作用
- 飯匙蛇毒の研究

（以上、すべてドイツ語）